# 阿普尔顿环形山
阿普尔顿环形山（Appleton）是位于月球背面北半部一座古老的大撞击坑，约形成于39.2-38.5亿年前的酒海纪，其名称取自英国物理学家爱德华·维克托·阿普尔顿爵士(1892年－1965年)，1970年被国际天文学联合会批准接受。

## 描述
该陨坑西侧毗邻冯·诺伊曼环形山和更大的坎贝尔环形山、较小的戈洛文陨石坑和斯特恩斯陨石坑分别位于它的东北和东南、往西南更远则坐落了莫斯科海。该陨坑中心月面坐标为37°03′N 158°10′E / 37.05°N 158.17°E，直径64.59公里，深度约2.74公里。
阿普尔顿环形山的坑壁和坑底已被后续众多的撞击坑严重侵蚀，成为一座已钝化挫平和不规则的陨石坑。其西南坑壁上坐落了一对小陨坑，东侧壁则覆盖了另外二座细小的撞击坑。该陨坑的坑壁平均高出周边地形1240米，内部容积约有3615公里3。碗状的坑底崎岖不平，表面散布了许多细小的坑穴。
阿普尔顿环形山二侧分布有二座卫星坑，构成了一组三垒结构，其中卫星坑"阿普尔顿 R"位于它的西南偏西侧，它的坑底北部坐落了一座陨石坑。阿普尔顿环形山的另一侧是形状和大小与"阿普尔顿 R"都相当的"阿普尔顿 D"。

## 卫星陨石坑
按惯例，最靠近阿普尔顿环形山的卫星坑在月图上以字母标注在该坑中心点的旁边。
| 阿普尔顿 | 纬度    | 经度     | 直径    |
| -------- | ------- | -------- | ------- |
| D        | 38.0° N | 160.6° E | 37 公里 |
| M        | 33.9° N | 158.3° E | 21 公里 |
| Q        | 34.3° N | 155.3° E | 26 公里 |
| R        | 36.2° N | 156.2° E | 39 公里 |

## 另请参阅
- Andersson, L. E.; Whitaker, E. A. . NASA RP-1097. 1982.
- Blue, Jennifer. . USGS. July 25, 2007  [2007-08-05]. （原始内容存档于2019-12-05）.
- Bussey, B.; Spudis, P. . New York: Cambridge University Press. 2004. ISBN 978-0-521-81528-4.
- Cocks, Elijah E.; Cocks, Josiah C. . Tudor Publishers. 1995. ISBN 978-0-936389-27-1.
- McDowell, Jonathan. . Jonathan's Space Report. July 15, 2007  [2007-10-24]. （原始内容存档于2019-06-21）.
- Menzel, D. H.; Minnaert, M.; Levin, B.; Dollfus, A.; Bell, B. . Space Science Reviews. 1971, 12 (2): 136–186. Bibcode:1971SSRv...12..136M. doi:10.1007/BF00171763.
- Moore, Patrick. . Sterling Publishing Co. 2001. ISBN 978-0-304-35469-6.
- Price, Fred W. . Cambridge University Press. 1988. ISBN 978-0-521-33500-3.
- Rükl, Antonín. . Kalmbach Books. 1990. ISBN 978-0-913135-17-4.
- Webb, Rev. T. W.  6th revised. Dover. 1962. ISBN 978-0-486-20917-3.
- Whitaker, Ewen A. . Cambridge University Press. 1999. ISBN 978-0-521-62248-6.
- Wlasuk, Peter T. . Springer. 2000. ISBN 978-1-85233-193-1.